# 馬林蘭加登斯 (印地安納州)
馬林蘭加登斯（英語：Marineland Gardens）是位於美國印地安納州科西阿斯科縣的一個非建制地區。該地的面積和人口皆未知。